# Vincent Caut
Vincent Caut est un auteur de bande dessinée français né en 1991 à Melun (France), récompensé par plusieurs prix au Festival d'Angoulême. Il s'est fait connaitre par l'intermédiaire de son blog BD créé en 2005.

## Biographie
Vincent Caut fait le lycée en filière scientifique. En 2009, il obtient le premier prix du magazine Tchô, ce qui vaut à sa planche d'être publiée en février. Il participe aux concours de la bande dessinée scolaire au festival d'Angoulême : dans cette catégorie, il obtient en 2008 le prix du scénario puis, en 2009, le grand prix ; la même année, son blog BD, ma meilleure vitrine arrive en seconde position du prix révélation blog. Ce succès aboutit à la publication de sa première bande dessinée, l'album jeunesse Le Trésor de l’Île Mokoko, en 2010. La même année est publié l'ouvrage autobiographique sur son année de terminale, Soit dit en passant - Journal d'un étudiant, ainsi qu'un autre livre jeunesse, Quelle tête en l'air !. En parallèle, il étudie le graphisme à l'Ecole Estienne, dont il est diplômé en 2012. Il collabore régulièrement avec les magazines Phosphore et Okapi, Toboggan et Astrapi[réf. souhaitée].
S'associant avec Michel-Yves Schmitt pour le scénario, Caut illustre la série jeunesse Où es-tu Léopold ?, l'histoire d'un enfant sachant se rendre invisible, dont le premier volume On voit ton pyjama ! paraît en 2011 ; la série compte cinq tomes en 2015. En solo, Caut crée Les aventures de la fin du monde (2012). 
Sur un scénario de Romain Pujol, il illustre la série jeunesse Avni qui en 2018 comporte cinq tomes ; elle est publiée dans Toboggan.
Caut conclut deux collaborations avec Benoist Simmat pour des ouvrages sur l'économie, à vocation didactique et dans un style humoristique : en 2014, c'est La ligue des économistes extraordinaires et, en 2016, La ligue des capitalistes extraordinaires, qui « croque les portraits irrévérencieux d'entrepreneurs de renom ».
En 2012, l'artiste se dit profondément influencé par Titeuf.

## Publications
- Soit dit en passant, journal d'un étudiant, Makaka éditions, mars 2010
- Le trésor de l’île Mokoko, Éditions Diantre, mars 2010
- Quelle tête en l'air !, Makaka éditions, novembre 2010
- Comment je me suis fait plaquer..., collectif, Dupuis, 2011
- Où es-tu Léopold ?, avec Michel-Yves Schmitt, éditions Dupuis puis La Boîte à bulles :
  - 1. On voit ton pyjama !, février 2011
  - 2. Un pacte en hiver, septembre 2011
  - Invisible, c'est pas du jeu !, Intégrale réunissant les tomes 1 et 2, 2013
  - 3. Cache-toi, voilà Alice !, 2013
  - 4. Micmac à la ferme, 2015
- La Grèce Antique à petits pas, textes d'Éric Teyssier et Éric Dars, Actes Sud Junior, 2011
- Les aventures de la fin du Monde, éd. 12 bis, 2012
- Les Indiens d'Amérique à petits pas, textes de Sophie Lamoureux, Actes Sud Junior, 2012
- Pourquoi je suis devenu une fille, texte de Marion Achard, 2013
- Homo deconomicus, comment ils se sont tous plantés, textes de Benoist Simmat, 2013
- L'Afrique à petits pas, textes de Natacha Scheidhauer, Actes Sud Junior, 2014
- La Ligue des économistes extraordinaires, textes de Benoist Simmat, Dargaud, 2014
- Avni, avec Romain Pujol, Bayard, coll. BDkids, 2014
- La Ligue des capitalistes extraordinaires, textes de Benoist Simmat, Dargaud, 2015

## Récompenses
- 2008 : Festival d'Angoulême 2008 : Prix du meilleur scénario scolaire
- 2009 : Festival d'Angoulême 2009 : Grand prix de la BD Scolaire, Second prix à la révélation blog
- 2011 : Trophée Presse Citron Junior[10] avec un dessin sur la hausse des prix du coton[11]
- 2012 : Festival d'Angoulême 2012 : Prix des écoles d'Angoulême pour Où es-tu Léopold ?, tome 2 : Un pacte en hiver[12]
- 2014 : Prix Fetkann ! de la Jeunesse pour L'Afrique à petits pas en collaboration avec Natacha Scheidhauer[13]